# 아밀레이스
아밀레이스(amylase) 또는 아밀라아제는 녹말을 가수분해하여 당으로의 분해를 촉매하는 효소이다. 아밀레이스는 인간과 같은 포유류의 침에 존재하며, 소화의 화학적 과정을 시작한다. 녹말을 많이 함유하고 있지만 당이 거의 존재하지 않는 쌀이나 감자와 같은 음식은 아밀레이스가 녹말의 일부를 당으로 분해하기 때문에 씹으면서 약간의 단맛을 느낄 수 있다. 췌장과 침샘에서는 녹말을 이당류로 가수분해하기 위한 아밀레이스(알파 아밀레이스)를 분비하여 다른 효소와 함께 녹말을 포도당으로 변환시켜 신체에 에너지를 공급한다. 또한 식물과 몇몇 세균은 아밀레이스를 생산한다.

## 분류
|                       | 𝛼-아밀레이스                     | 𝛽-아밀레이스                    | 𝛾-아밀레이스                   |
| --------------------- | -------------------------------- | ------------------------------- | ------------------------------ |
| 출처                  | 동물, 식물, 미생물               | 식물, 미생물                    | 동물, 미생물                   |
| 분비 조직             | 침, 췌장                         | 씨앗, 과일                      | 소장                           |
| 녹말의 분해 자리      | 무작위의 α-1,4 글리코사이드 결합 | 두 번째 α-1,4 글리코사이드 결합 | 마지막 α-1,4 글리코사이드 결합 |
| 분해 생성물           | 말토스, 덱스트린                 | 말토스                          | 글루코스                       |
| 효소의 최적 pH        | 7.0                              | 4.0~5.0                         | 3.0                            |
| 효소 활성의 최적 온도 | 36.5 °C                          | 55~65 °C                        |                                |

### 알파 아밀레이스
알파-아밀레이스(EC 3.2.1.1) 또는 1,4-α-D-glucan glucanohydrolase(glycogenase)는 칼슘 금속 단백질 효소이다. 알파 아밀레이스는 녹말 사슬을 따라 임의의 위치에서 작용함으로써 녹말을 분해하여 아밀로스로부터 말토트라이오스, 말토스를 아밀로펙틴으로부터의 말토스, 글루코스, 덱스트린을 생성한다.
그것이 기질의 어느 곳에서나 작용할 수 있기 때문에, α- 아밀라아제는 β- 아밀라아제보다 빠르게 작용하는 경향이 있다. 동물에서는 주요 소화 효소이며 최적 pH는 6.7–7.0이다.
기질 어디에나 작용이 가능하기 때문에 알파-아밀레이스는 베타-아밀레이스보다 작용 속도가 빠른 경향이 있다. 동물의 경우, 주요 소화 효소로서 최적의 pH는 6.7~7.0이다.
인체생리학에서 침과 췌장에서 분비되는 아밀레이스는 모두 알파 아밀레이스이다.

### 베타 아밀레이스
베타 아밀레이스(EC 3.2.1.2) 또는 1,4-α-D-glucan maltohydrolase는 세균, 진균, 식물에 의해 합성된다. 비감소 말단에서 작동하는 베타 아밀레이스는 두 번째 α-1,4 글리코사이드 결합의 가수분해를 촉매하여 한 번에 두 개의 포도당 단위(말토스)를 분리한다. 과일이 익는 동안 베타 아밀레이스는 녹말을 말토스로 분해하여 과일의 달콤한 맛을 낸다.
알파 아밀레이스와 베타 아밀레이스 모두 씨앗에 존재하는데 베타 아밀레이스는 발아 전에 비활성 형태로 존재하는 반면, 알파 아밀레이스와 단백질 가수분해 효소는 발아가 시작되면 나타난다. 많은 미생물이 세포 외 녹말을 분해하기 위해 아밀레이스를 생성한다. 동물 조직은 베타 아밀레이스를 포함하지 않지만 소화관 내에 포함된 미생물에 존재할 수 있다. 베타 아밀레이스의 최적 pH는 4.0~5.0이다.

### 감마 아밀레이스
감마 아밀레이스(EC 3.2.1.3)는 1,6-글리코사이드 결합과 아밀로스 및 아밀로펙틴의 비감소 말단에서 마지막 α-1,4 글리코사이드 결합으로 글루코스를 생성한다. 감마 아밀레이스는 pH 3 부근에서 가장 활성이 크기 때문에 모든 아밀레이스의 최적 pH 중 산성을 갖는다.

## 용도

### 발효
알파 아밀레이스와 베타 아밀레이스는 녹말에서 추출한 설탕으로 만든 맥주와 주류를 양조하는 데 중요한 역할을 한다. 발효 과정에서 효모는 설탕을 섭취하고 에탄올을 내보낸다. 전통적인 맥주 양조에서 맥아 보리는 뜨거운 물과 혼합되어 매쉬(Mashing)를 생성하는데, 이 맥아는 맥아 곡물의 아밀레이스가 보리의 녹말을 설탕으로 변환 할 수 있도록 주어진 온도에서 유지된다. 상이한 온도는 알파 아밀레이스와 베타 아밀레이스의 활성을 최적화한 뒤 혼합물을 생성한다.

### 밀가루 첨가제
아밀레이스는 빵 제조에 사용되며 녹말(밀가루에서 발견)과 같은 복잡한 형태의 당을 간단한 형태의 당으로 분해한다. 효모는 이당류를 섭취하여 에탄올과 이산화 탄소로 변환한다. 이것은 풍미를 살리고 빵을 부풀어오르게 한다. 아밀레이스는 효모 세포에서 자연적으로 발견되지만, 효모가 빵에서 상당한 양의 녹말을 분해하는데 상당한 시간이 걸린다.

### 분자생물학
분자생물학에서 아밀레이스의 존재는 항생제 저항성에 더하여 보고 구조물의 성공적인 통합을 위해 선택하는 추가 방법으로서 작용할 수 있다. 보고 유전자(Reporter Gene)가 아밀레이스에 대한 구조 유전자의 상동성 영역에 의해 측면에 위치함에 따라, 성공적인 통합은 아밀레이스 유전자를 파괴하고 녹말의 분해를 방지 할 것이며, 이는 요오드 염색을 통해 쉽게 검출할 수 있다.

### 의학적 사용
아밀레이스는 췌장 효소 대체 요법(PERT)에 사용된다. 솔푸라(Sollpura)의 성분 중 하나로서 탄수화물을 단당류으로 분해하는 데 도움을 준다.